# Kito Pizzas
Kito Pizzas fue un programa perteneciente a la productora Promofilm, producido por la antigua señal de cable Magic Kids, para Pramer, que se emitía en vivo desde los estudios La Corte. Producido y grabado en Buenos Aires, Argentina, Kito Pizzas comenzó a emitirse en 2001, a la par de Zona Virtual. Su conductor era Ariel Rodríguez, más conocido como «Chucho».
Además del programa, y la animación en 3D de Kito por una pantalla en el estudio, también se podía ver a Kito como corto entre programación y/o en las tandas comerciales. En 2003 Kito Pizzas fue nominado al Premio Fund TV en la categoría programa Infantil.

## El juego
El juego consistía básicamente en lograr que el repartidor Kito lograra repartir los pedidos de pizzas superando los diferentes obstáculos que se le presentaban por el camino.
Al final del juego, Kito era teletransportado a una plataforma espacial, donde los jugadores podían multiplicar su puntaje.

### Surtidora de Pizzas
El juego comenzaba en la máquina surtidoras de pizzas averiada en donde Kito tenía que agarrar la mayor cantidad de pizzas posibles (porque en el camino si se caía en las diversas trampas se perdían pizzas y se perdía el juego cuando estas se terminaban), con un máximo de 19 segundos para agarrar las pizzas que salían por tres tubos, de los que salían hasta cuatro pizzas. 

### Los mapas
Luego de esto comenzaba a jugar en el mundo que le tocara al participante (se crearon un total de 15).
- El Planeta del Delivery: en este planeta, la misión de Kito era entregar las pizzas al destino que le informaran, para ello se debía prestar atención a los caminos, para poder elegir el departamento correcto. Al entrar al departamento, Cora le daba una cuenta de matemáticas para averiguar el piso de la habitación y al final, Ernestito le daba una pista de la puerta, preguntándole que sucede al mezclar un color con otro.

- El Planeta del Tránsito: el objetivo de este planeta era llegar al Obelisco antes de que se acabara el tiempo. El juego ayudaba a los niños a que se informen más sobre Educación Vial, contestando preguntas que Giorgio hacía y deteniendo al jugador cuando el semáforo estuviera en rojo. en este juego en El Planeta del Tránsito aparece el logo cameo de Magic Kids a través de un camión cuando pasa.

- El Planeta del Juguete: Para ganar, se debía llegar hasta una nave espacial sin perder todas las vidas. En este planeta, la frase más conocida era «Salí, salí» de Chucho, donde se debía pulsar muchas veces la tecla 4 o 6, ya que Giorgio estaba en el medio. Fue el primer planeta en aparecer.

- El Planeta del Helado: Consiste en llegar a un castillo, atravesando un camino de galletas y un río de chocolate. En el camino había que esquivar las bolas de helado que tiraba Giorgio, al Pingüino Ernesto y su banda y al muñeco de nieve Pocho.

- El Planeta del Fútbol: En este planeta, Kito llevaba la camisa de Argentina en vez de la colorida que siempre usaba, el planeta incluía tiros libres y penales y el objetivo era llegar hasta el final, el cual era una pelota gigante de fútbol. en este juego en El Planeta del Fútbol aparecen en 4 logos cameos de series de magic kids en las pantallas o los tubos en los carteles, por ejemplo Nivel X, Supercampeones, Hugo o El Club Del Anime".

- El Planeta Subacuático: Kito viajaba a través del mar para poder llegar hasta una almeja.

- El Planeta del Río: Con una lancha, Kito debía llegar hasta la playa evitando pirañas, Cora, un gordito y a Giorgio.

- El Planeta de la Escuela o del Colegio: En este planeta, Kito debía pasar a través de hojas, reglas y yo-yos, evitando reglas, lápices y a Cora, la malvada profesora. El objetivo era poder llegar hasta un libro volador.

- El Planeta del Castillo Embrujado: Kito estaba por entregar las pizzas cuando era llevado al castillo de Giorgio, quien le tendía una trampa a Kito, dejándolo encerrado en un calabozo. En esta aventura lo acompañaba un ratoncito. El pequeño encuentra un agujero y logra encontrar tres llaves, donde se debía elegir la llave correcta; si se eligía la incorrecta, se perdía una pizza, la cerradura dice cual es la llave correcta. Acto seguido se debía elegir entre dos puertas con una pista en el medio (Giorgio en la elección de la segunda puerta cambiaba la flecha y había que elegir el lado contrario), Posteriormente se debía esquivar a fantasmas, esqueletos y a Frankenstein. Al finalizar el mapa, Kito logra escapar con el ratón. Nota: Kito en el transcurso del programa, le decía a Frankenstein, Frankie.

- El Planeta de la Antártida: Kito va en su moto acuática para rescatar a Aylin. El objetivo era llegar hasta el final de la Antártida, pararse en un Iceberg y colocar la bandera en el Iglú. Durante el juego se debía evitar los precipicios, pozos, a Pocho y a Ernesto.

- El Planeta del Cuerpo Humano: Kito está dentro de un cuerpo humano. En este planeta se podía mover moverte para arriba (2), quedarse en el suelo (8), quedarse en la parte izquierda del cuerpo (4) e ir a la derecha (6). En el transcurso del mapa, Giorgio hacía preguntas del cuerpo humano, al contestarlas bien, se ganaba una pizza, de lo contrario, se la perdía.

- El Planeta del Baile (parecido al Pump It Up): El objetivo de este planeta era apretar las teclas según las flechas indicadas y Kito bailaba. Nota: este planeta es el que mayor puntos juntaba

- El Planeta del Espacio Exterior (La Guerra de las Galaxias): Kito viajaba a través del espacio hasta llegar a «Galaxy Bar», donde trabajaba la encantadora Aylin, (A partir de aquí, Aylin se convirtió en personaje principal de Kito Pizzas). Luego de conocerla, le preguntaba que podía hacer por él; había tres opciones y al elegir la correcta, se ganaba una pizza, de lo contrario, se perdía una. Luego aparecía el malvado Giorgio para secuestrar a Aylin. Él se la lleva y Kito la persigue en su nave. en este juego en El Planeta del Espacio Exterior aparece el logo cameo de Magic Kids a través de una lata donde llevaba Aylin por su pedido.

- El Planeta del Viaje: (Este planeta es la continuación del planeta del espacio): Kito continúa con su persecución contra Giorgio para rescatar a Aylin, pero el malvado Robot lo hace llegar hasta el espacio. El objetivo era evitar asteroides lanzándoles un rayo con la tecla 5. Para poder ganar el planeta, Aylin decía «Fijate en el mapa», para no perderlo de vista. Al terminar el planeta, se llegaba hasta el asteroide donde se encontraba la gruta.

- El Planeta de la Gruta (Laberínticas cavernas): (Esta es la continuación del planeta del viaje): Al haber alcanzado a Giorgio en el planeta del viaje, Kito llega a una gruta donde se debía elegir entre ocho puertas. Al presionar el 0, aparecía Kito y donde se encontraba Aylin. El objetivo era elegir entre un total de tres puertas, al elegir la tercera mal, se encontraba un dinosaurio y el juego terminaba. Al encontrar el lugar donde Aylin se encontraba capturada, se tenía que presionar el número de las puertas elegidas.

- El Planeta de la Navidad (Especial del 25 de diciembre de 2005): En este planeta, el objetivo de Kito era recolectar regalos que caían de un árbol de Navidad y ponerlos entre tres canastas. De vez en cuando, Giorgio agitaba el árbol para que cayeran regalos más rápido y dinamitas.

### Paradas
En el mundo llamado «Buenos Aires» (llamado así porque estaba ambientado en la Ciudad de Buenos Aires en Argentina) había unas paradas en las cuales el villano Giorgio hacía el papel de un oficial de tránsito y hacía al jugador preguntas sobre educación vial. Si eran bien respondidas, Kito seguía; si eran respondidas incorrectamente o no paraba, Kito era sancionado.
Para adivinar en qué edificio y puerta se tenía que entregar las pizzas, unos simpáticos pingüinos ayudaban al jugador, dándole un pequeño acertijo que, al resolverlo, era la puerta y/o edificio donde se tenían que entregar.

### Ítems
Cada «ítem» tenía un puntaje diferente; por eso agarrarlos daba más puntaje al final del mapa, donde se producía una tabulación final. Había diferentes ítems entre los que estaban, eran los diferentes ingredientes de las pizzas (aceitunas, tomate, y salamines), también pizzas e ítems de tiempo.

### Las Cabezas
Al terminar un planeta, al final, había para elegir entre tres cabezas. Las pizzas obtenidas debían ser entregadas a una cabeza. Si era elegida correctamente, se duplicaba (si la cabeza hacia un gesto de amargura con sus dientes) o triplicaba (si la cabeza sonreía) el puntaje. Si no era acertado (si la cabeza se ponía seria), este no cambiaba.

## Personajes
Kito: El personaje principal es un repartidor de pizzas de Adrogué al que los participantes del programa debían ayudar a repartir los pedidos de pizza según los planetas. Las frases que decía eran: «Ponete las pilas, que hay que rescatar a Aylin», «Arriba y a prestar atención, vamos, que no se derrita la mozzarella» y, al perder, «Que lástima, la gente que hizo ese pedido se quedará con hambre» y «Cómo te va a llevar el auto la grúa!». El personaje está locamente enamorado por Aylin, una moza del Galaxy Bar. Kito luego de unas temporadas fue cambiado de diseño y empezó a aparecer junto a Chucho en el estudio.
Aylin: Es una moza del Galaxy Bar y es rescatada por Kito en tres planetas. Ella en el Planeta del Delivery y de la Gruta le da un beso a Kito. Las frases que decía eran: «Kito, ayúdame», «Bienvenido al Galaxy Bar» y «Fíjate en el mapa».
Giorgio: Es el personaje malvado del videojuego, tiene constante odio por Kito debido a su fama en el mundo de las pizzas. Él, al seguirlo a Kito hasta el Galaxy Bar, se da cuenta de que está enamorado de Aylin y la empieza a secuestrar. En los diferentes planetas, intenta evitar que entregue sus pedidos. En el planeta del tránsito, él hace de oficial y le hace preguntas a Kito de seguridad vial. No tiene frases pero sí una risa oxidada de robot.
Cora: Se la conoce como la profesora mala en el Planeta de la escuela y como ayudante de niños para cruzar la calle en el planeta del tránsito. Muchos la describían como molesta.
Ernestito, el Pingüino: es un pequeño pingüino que aparece en varios planetas, en el planeta del helado, junto a sus amigos, se ponen en el camino de Kito, en el de Fútbol, aparece lesionado y en el tiro libre, él indicaba para donde tirar (4, 5 y 6.) En el planeta del Delivery, él preguntaba qué pasaba si se mezclaban un color con otro para poder adivinar la puerta donde se debía entregar las pizzas.
Pocho: Es un muñeco de nieve que hacía girar en una mano un bastón de caramelo. Aparece en el planeta de los Helados y en la Antártida. Cuando Chucho lo advertía en el camino gritaba «¡ojo con Pocho!».

## Funcionamiento
Este juego estaba diseñado bajo el motor 3D Gamestudio, producido por la compañía alemana Germany GmbH (Antes llamada Acknec). Este motor es totalmente gratuito y pueden distribuirse sin problemas sus juegos.
Posiblemente el juego corriese en una PC de prestaciones similares aunque se desconocen más detalles sobre su hardware.
En cuanto al control de Kito en pantalla se realizaba de manera similar a Hugo.

## Canción del programa
El tema de comienzo y final usado programa era «Pizza conmigo», por el actor y cantante Alfredo Casero.

## Fin del programa
Kito Pizzas desapareció cuando Magic Kids, en el 2006, dejó de hacer producciones propias por falta de presupuesto y bajo índice de audiencia.